# Administració local del País Valencià
L'Administració local del País Valencià és el sector de l'Administració pública del País Valencià integrat per les entitats locals.
L'Administració territorial del País Valencià s'organitza en tres nivells d'entitats locals: els municipis, les comarques i les províncies. A més, són també considerades entitats locals: les entitats locals menors, les àrees metropolitanes i les mancomunitats. Totes les entitats locals del País Valencià són inscrites al Registre d'Entitats Locals del País Valencià.
L'Administració local del País Valencià està específicament regulada per la Llei 8/2010, de 23 de juny, de la Generalitat, de Règim Local de la Comunitat Valenciana, la qual:
- regula la competència constitucional (art. 148.1.2) i estatutària (art. 49.1.8.a) de la Generalitat Valenciana relativa a l'alteració dels termes municipals i topònims, així com la creació i supressió de municipis;
- regula una sèrie d'òrgans complementaris dels municipis, com el Consell Social Municipal, el Consell Territorial de Participació i el Defensor dels Veïns;
- preveu la possibilitat d'establir mesures de foment de les agrupacions municipals i l'existència de règims especials, destacant com principal novetat en este àmbit la figura del règim de gestió compartida;
- regula la província, especialment en la funció provincial d'assistència i cooperació als municipis i li atorga un especial protagonisme en els supòsits d'aplicació del règim de gestió compartida;
- regulació detalladament les entitats locals menors, a les quals reconeix la seua categoria d'entitat local amb personalitat jurídica i plena capacitat per al compliment dels seus fins;
- fomenta les figures associatives municipals, com les mancomunitats de municipis (creant la figura de les mancomunitats d'interés preferent, com a factor de desenvolupament i destinades a la reactivació econòmica i demogràfica), els consorcis amb altres administracions públiques o els convenis interadministratius;
- regula un catàleg de drets dels veïns davant de les administracions locals i incorpora al llarg del seu articulat figures jurídiques que tendeixen a potenciar la participació dels veïns en la vida pública local, i que atribueixen una importància clau a l'aplicació de les noves tecnologies en aquest àmbit d'actuació;
- es regulen una sèrie d'institucions que tenen per fi millorar la col·laboració i la coordinació en el funcionament de les administracions públiques com la Comissió Mixta de Cooperació entre la Generalitat i la Federació Valenciana de Municipis i Províncies prevista en l'Estatut d'Autonomia, i la Comissió Interdepartamental de Coordinació de Polítiques Locals;
- crea el Fons de Cooperació Municipal en compliment de l'obligació estatutària (art. 64.3) amb la dotació del qual es pretén potenciar l'autonomia local.